# Sahelnattskärra
Sahelnattskärra (Caprimulgus inornatus) är en huvudsakligen afrikansk fågel i familjen nattskärror.

## Kännetecken

### Utseende
Sahelnattskärran är en rätt enfärgad liten till medelstor nattskärra med en kroppslängd på 22-23 centimeter. Ovansidan varierar i olika bruna nyanser, från brunsvart till sandbeige, med brunsvarta sträck och fläckar begränsade till skapularer och huvud. Tvärs över vingtäckarna syns ibland serier av beigefärgade fläckar. Till skillnad från flera andra nattskärror är strupen inte vit. Undersidan är brunaktig eller beige, bandat i brunt.
I flykten syns hos hanen en vit fläck på de fyra yttre handpennorna samt breda vita spetsar på de två yttre stjärtpennorna. Honan saknar dessa fläckar på stjärten och de på vingarna är beigefärgade. Liknande stjärnnattskärran är mer kortstjärtad med vit strupfläck och smalare vitt på vingspetsarna.
Om den skräms upp flyger sahelnattskärran endast ett kort stycke, mindre än 20 meter innan den landar igen. Då kan den också slå till med vingarna två gånger och på sätt alstra ett ljud. Detta kan också höras i flykten.

### Läte
Sahelnattskärrans sång är ett upp till två minuter långt spinnande, som ofta inleds med så många som 65 korta och djupa kack. På marken hörs ofta ett lågt tjack.

## Utbredning och systematik
Fågeln förekommer i Afrika i ett band strax söder om Sahara, från södra Mauretanien och norra Senegal österut till Eritrea, nordvästra Somalia och nordvästra Kenya, samt sydvästra Saudiarabien söderut in i Jemen. Den flyttar söderut vintertid till ett område från Senegal och Liberia till sydvästra Sydsudan och möjligen sydvästra Etiopien, söderut till norra Demokratiska republiken Kongo och Tanzania. Den behandlas som monotypisk, det vill säga att den inte delas in i några underarter.

## Levnadssätt
Sahelnattskärran förekommer i savann med träd och buskar, halvökenartad stäpp och gräsrika öppningar i skog. I Saudiarabien påträffas den i öde inlandsområden i Asirbergen, medan den i Jemen ses i enskog på Jabal Iraf samt arida wadisluttningar i Hadramaut. Som andra nattskärror är den aktiv från skymning till gryning, där den sitter på marken på vägar, stigar och öppningar varifrån den fångar flygande insekter som nattfjärilar, termiter, myror, gräshoppor och skalbaggar. Den kan också ses födosöka i flykten fem till sju meter ovan mark, även ryttlande.

### Häckning
Sahelnattskärran häckar mestadels mellan mars och juni, dock maj till augusti i nordvästra Kenya. Nykläckta ungar har dock påträffats vid Mount Elgon i Kenya i september, och två ungfåglar har noterats i december och januari i Liberia. Arten har möjligen ett monogamt häckningsbeteende. Den lägger vanligtvis två ägg direkt på marken, oftast under en låg buske. Den ryttlar ofta för att inspektera en inkräktare i reviret.

## Status och hot
Arten har ett stort utbredningsområde och en stor population med stabil utveckling och tros inte vara utsatt för något substantiellt hot. Utifrån dessa kriterier kategoriserar internationella naturvårdsunionen IUCN arten som livskraftig (LC). Världspopulationen har inte uppskattats men den beskrivs som generellt ganska vanlig i Afrika och lokalt vanlig i Mellanöstern.